# Pusztavacs, Pesta
Pusztavacs  este un sat în districtul Dabas, județul Pesta, Ungaria, având o populație de 1.378 de locuitori (2011). 

## Demografie
Componența etnică a satului Pusztavacs
     Maghiari (99,47%)
     Necunoscut (0,53%)
     Alții (0,53%)
Componența confesională a satului Pusztavacs
     Romano-catolici (52,18%)
     Reformați (4,79%)
     Fără religie (3,92%)
     Necunoscută (37,45%)
     Alte religii (2,03%)
Conform recensământului din 2011, satul Pusztavacs avea 1.378 de locuitori. Din punct de vedere etnic, majoritatea locuitorilor (99,47%) erau maghiari. Apartenența etnică nu este cunoscută în cazul a 0,53% din locuitori.  Din punct de vedere confesional, majoritatea locuitorilor (52,18%) erau romano-catolici, existând și minorități de reformați (4,79%) și persoane fără religie (3,92%). Pentru 37,45% din locuitori nu este cunoscută apartenența confesională.